# Калифорнија (Пенсилванија)
Калифорнија (енгл. California) град је у америчкој савезној држави Пенсилванија.

## Демографија
По попису из 2010. године број становника је 6.795, што је 1.521 (28,8%) становника више него 2000. године.
| Група             | 2000.         | 2010.         |
| Белци             | 4.940 (93,7%) | 6.121 (90,1%) |
| Афроамериканци    | 218 (4,1%)    | 450 (6,6%)    |
| Азијати           | 39 (0,7%)     | 35 (0,5%)     |
| Хиспаноамериканци | 26 (0,5%)     | 100 (1,5%)    |
| Укупно            | 5.274         | 6.795         |